# Полковник-Таслаково
Полко́вник-Тасла́ково (болг. Полковник Таслаково) — село в Силістринській області Болгарії. Входить до складу общини Дулово.

## Населення
За даними перепису населення 2011 року у селі проживали 410 осіб, з них 376 осіб (99,5%) — турки.
Розподіл населення за віком у 2011 році:
Динаміка населення: